# Alojzy Łysko
Alojzy Ludwik Łysko (ur. 14 kwietnia 1935 w Katowicach, zm. 22 marca 2021 w Siemianowicach Śląskich) – polski piłkarz, jednokrotny reprezentant kraju, potem trener.

## Życiorys
W swojej karierze zawodniczej reprezentował barwy m.in. Ruchu Chorzów, z którym zdobył mistrzostwo Polski, i GKS Katowice. 10 maja 1964 roku wystąpił w reprezentacji Polski w meczu z Irlandią, wygranym przez Polaków 3:1.
Po zakończeniu kariery piłkarza został trenerem. Trenował m.in. Ruch Chorzów (1984) GKS Katowice (sezony 1985/1986 i 1986/1987, końcówka sezonu 1990/1991 i sezon 1991/1992, Zagłębie Lubin, Śląsk Wrocław i Cracovię. W latach 1997–1998 trenował Polonię Łaziska Górne. Z katowiczanami dwukrotnie zdobył Puchar Polski (1985/1986, 1990/1991), wicemistrzostwo w sezonie 1991/1992 i Superpuchar w 1991 roku. W styczniu 2003 roku objął funkcję trenera w ŁTS Łabędy (liga okręgowa). Funkcję tę pełnił do grudnia 2003. Piłkarze ŁTS-u pod jego kierownictwem zdobyli w roku 2003 Puchar Polski Podokręgu Zabrze.
Pochowany na cmentarzu przy Parafii Wniebowzięcia Najświętszej Maryi Panny w Siemianowicach Śląskich.

## Bibliografia

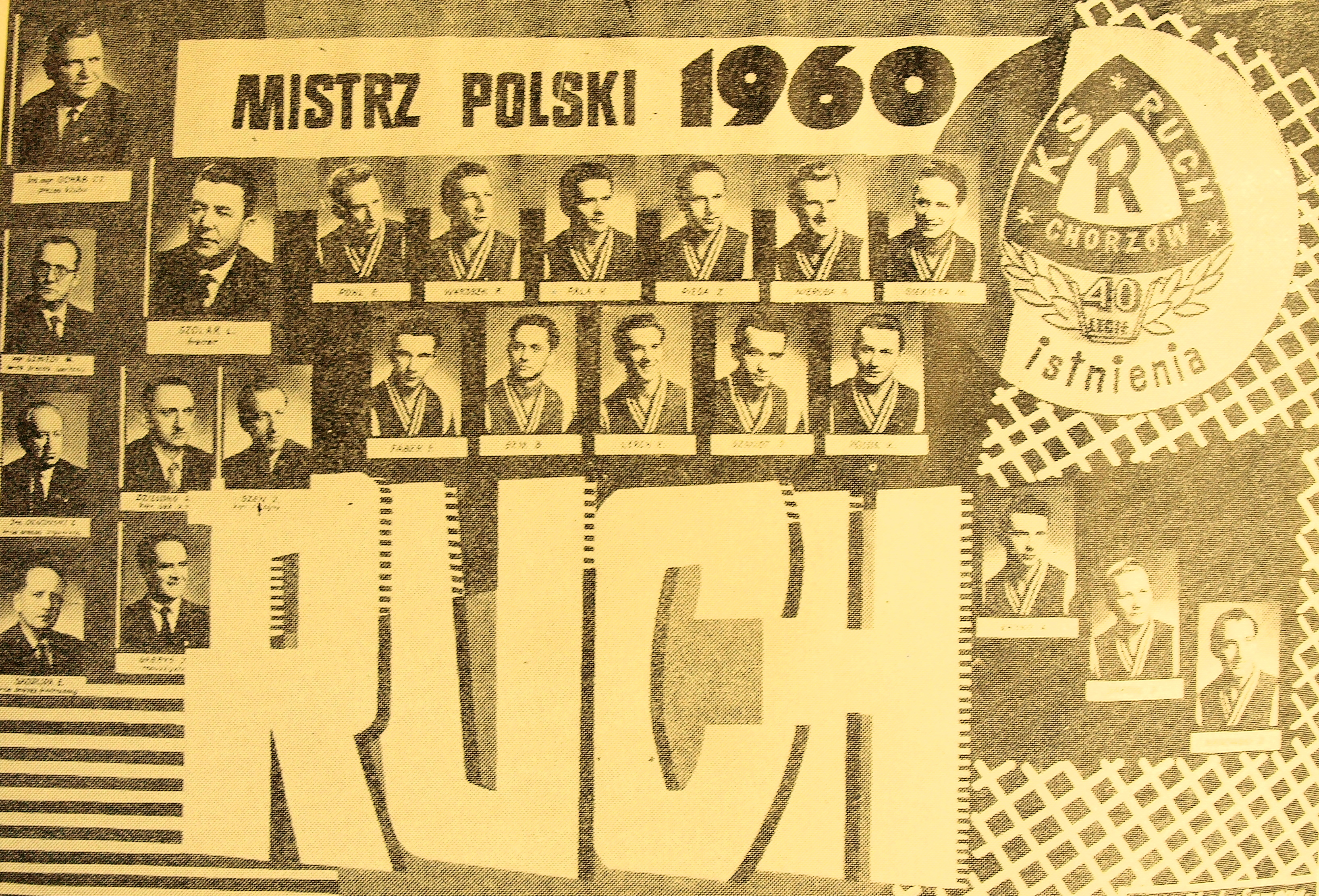